# Ametiszt erdőcsillag
Az ametiszt erdőcsillag (Calliphlox amethystina) a madarak (Aves) osztályába, ezen belül a  sarlósfecske-alakúak (Apodiformes) rendjéhez és a kolibrifélék (Trochilidae) családjához tartozó faj.

## Rendszerezése
A fajt Pieter Boddaert holland orvos, biológus és ornitológus írta le 1935-ben, a Trochilus nembe Trochilus amethystinus néven.

## Előfordulása
Argentína, Bolívia, Brazília, Kolumbia, Ecuador, Francia Guyana, Guyana, Suriname, Paraguay, Peru és Venezuela területén honos. Vonuló faj. 
Természetes élőhelyei a szubtrópusi és trópusi lombhullató erdők, síkvidéki és hegyi esőerdők, száraz szavannák és cserjések, valamint vidéki kertek és városi környezet.

## Megjelenése
Testhossza 6-8,4 centiméter, testtömege 2,3-2,5 g.
|  |  |

## Természetvédelmi helyzete
Az elterjedési területe rendkívül nagy, egyedszáma ugyan csökkenő, de még nem éri el a kritikus szintet. A Természetvédelmi Világszövetség Vörös listáján nem veszélyeztetett fajként szerepel.